# Luciano Mota Vieira
Luciano de Resende Mota Vieira (São Pedro, Ponta Delgada, 22 de Setembro de 1920 - Ponta Delgada, 16 de Fevereiro de 1994) foi professor, jornalista, historiador, tradutor, guia turístico e deputado municipal.

## Biografia
Filho de Maria Clara de Bairos Tavares de Resende e de José da Mota Vieira, nasceu numa casa do lado Sul da Ladeira das Águas Quentes.
A 3 de Fevereiro de 1945 casou-se com Ana Rosa Pereira Moniz, na igreja de São José, em Ponta Delgada.
Teve sete filhos: Maria Margarida Moniz Mota Vieira Rodrigues da Câmara (falecida) casada com Carlos Alberto Rodrigues da Câmara, Ana Emilia Moniz Mota Vieira casada com António Augusto Leite Domingues, Manuel António Moniz Mota Vieira casado com Cremilde Rodrigues Mota Vieira, Maria Rosa Moniz Mota Vieira casada com José Alberto Pereira Feijó, Maria da Glória Moniz Mota Vieira, Maria Helena Moniz Mota Vieira Freitas da Silva casada com Carlos Bicudo Freitas da Silva e Maria da Natividade Moniz Mota Vieira.

## Imprensa
Colaborou desde os anos 40 com o jornal Açoriano Oriental. Foi director interino do mesmo jornal entre 4 de Janeiro de 1975 e 27 de Dezembro de 1977.
Participou num célebre debate sobre as Eleições Presidenciais de Fevereiro de 1986, transmitido na RTP Açores, com os Mandatários para os Açores (Professor Doutor José Enes e Luciano Mota Vieira) dos Candidatos Presidenciais, Professor Doutor Freitas do Amaral - PSD e Dr. Mário Soares - PS, respectivamente.
Foi autor e apresentador do programa televisivo, "O Nome da Rua", sobre a toponímia das ruas dos Açores. Os 46 programas foram emitidos pela RTP Açores em 1993 e 1994.

## Reconhecimento público
Recebeu a medalha de agradecimento da Associação dos Escoteiros de Portugal, e a medalha de ouro da Liga dos Bombeiros Portugueses.
Foi condecorado Cavaleiro da Ordem do Rei Leopoldo da Bélgica e Comendador da Ordem de Mérito, insígnias impostas pelo Presidente da República, Mário Soares.
A Assembleia Legislativa dos Açores, na sessão de 15 de Março de 1994, aprovou por unanimidade um voto de pesar pelo seu falecimento.
Tem desde 1994 o seu nome perpetuado numa rua de Ponta Delgada, por decisão da Câmara Municipal de Ponta Delgada.
A Associação de Guias Intérpretes da Região dos Açores (AGIRA), na sua 1ª Assembleia Geral, a 22 de Janeiro de 2008, prestou-lhe homenagem através de um voto de reconhecimento.